# Qualea cryptantha
Qualea cryptantha är en tvåhjärtbladig växtart som beskrevs av Spreng. och Johannes Eugen ius Bülow Warming. Qualea cryptantha ingår i släktet Qualea och familjen Vochysiaceae. Utöver nominatformen finns också underarten Q. c. marginata.